# Манейпандей, Сомая
Сомая Муттана Манейпандей (англ. Somaya Muttana Maneypandey, 8 мая 1959) — индийский хоккеист (хоккей на траве), полевой игрок. Олимпийский чемпион 1980 года.

## Биография
Сомая Манейпандей родился 8 мая 1959 года.
Играл в хоккей на траве за Бомбей.
В 1980 году вошёл в состав сборной Индии по хоккею на траве на летних Олимпийских играх в Москве и завоевал золотую медаль. Играл в поле, провёл 5 матчей, мячей не забивал.
В 1984 году вошёл в состав сборной Индии по хоккею на траве на летних Олимпийских играх в Лос-Анджелесе, занявшей 5-е место. Играл в поле, провёл 7 матчей, мячей не забивал.
В 1988 году вошёл в состав сборной Индии по хоккею на траве на летних Олимпийских играх в Сеуле, занявшей 6-е место. Играл в поле, провёл 7 матчей, мячей не забивал. Был капитаном команды.
Дважды в составе сборной Индии выигрывал медали хоккейных турниров летних Азиатских игр — серебро в 1982 году в Нью-Дели и бронзу в 1986 году в Сеуле.
В 1985 году был награждён национальной спортивной премией «Арджуна».
По окончании игровой карьеры работал в фирме «Бхарат Петролеум» в Мумбаи.
В 2007 году был награждён премией за достижения в жизни.